# パリュエル原子力発電所
パリュエル原子力発電所（パリュエルげんしりょくはつでんしょ、フランス語：Centrale nucléaire de Paluel）は、フランス共和国セーヌ＝マリティーム県パリュエル（fr:Paluel）に所在する原子力発電所。施設は英仏海峡の南岸にあり、ルーアンから北西へ60km、ディエップから西へ30km、ル・アーヴルから北東へ60kmに位置している。

## 概要
パリュエル原子力発電所はフランス電力によって建設・運営されている。所内には130万kW級原子炉4基が設置され、建造は1977年から1986年までかけられていた。冷却水は英仏海峡から取水している。
パリュエル原子力発電所は正規約1,250人と下請け300人の従業員がいる。
2004年6月23日、海峡での嵐を原因として大量の藻類が冷却システム用のポンプフィルタードラムに付着し、所内の全原子炉は停止する。事故は国際原子力事象評価尺度レベル1に分類された。これら藻類を原因として、2004年の発電所電力生産量の6％を喪失している。藻類激増は少なくとも部分的には農業由来の硝酸塩の海面流出であるとされる。
2009年9月、所内の交流発電機から出火し、消防士50人が出動して鎮圧される。
2011年6月、所内からの度重なるリークにより放射性ガスによる労働者の汚染が明らかとなった。健康・安全・労働条件委員会（fr:Comité d'hygiène, de sécurité et des conditions de travail）は情報を入手して必要な手続きを促した。労働組合である労働者総同盟鉱山エネルギー連盟（fr:Fédération nationale des mines et de l'énergie CGT）によれば、発電所当局は電力生産を継続するために労働者に対して圧力を加えていたと伝える。フランス電力は事件が4月に3号機の燃料交換時に発生したと発表し、施設外に漏洩は生じなかったと伝えた。この事件は国際原子力事象評価尺度レベル0に分類された。

### 原子炉の特性
各原子炉の特性は以下のとおり。
| 原子炉名 | 格納容器形式 （原子炉形式） | 容量（MW）        | 容量（MW）      | 容量（MW）      | 運用者       | 建造者     | 建設開始  | 送電網接続運転開始 | 営業運転開始 | 原子炉の運転終了 |
| 原子炉名 | 格納容器形式 （原子炉形式） | 炉心熱出力（MWt） | 定格出力（MWe） | 平均出力（MWe） | 運用者       | 建造者     | 建設開始  | 送電網接続運転開始 | 営業運転開始 | 原子炉の運転終了 |
| -------- | --------------------------- | ----------------- | --------------- | --------------- | ------------ | ---------- | --------- | ------------------ | ------------ | ---------------- |
| Paluel-1 | P4 REP 1300 (PWR)           | 3817              | 1382            | 1330            | フランス電力 | フラマトム | 1977年8月 | 1984年9月          | 1985年12月   |                  |
| Paluel-2 | P4 REP 1300 (PWR)           | 3817              | 1382            | 1330            | フランス電力 | フラマトム | 1978年1月 | 1984年9月          | 1985年12月   |                  |
| Paluel-3 | P4 REP 1300 (PWR)           | 3817              | 1382            | 1330            | フランス電力 | フラマトム | 1979年2月 | 1985年9月          | 1986年2月    |                  |
| Paluel-4 | P4 REP 1300 (PWR)           | 3817              | 1382            | 1330            | フランス電力 | フラマトム | 1980年2月 | 1986年4月          | 1986年6月    |                  |